# Caridina africana
Caridina africana е вид десетоного от семейство Atyidae.

## Разпространение
Видът е разпространен в Южна Африка (Квазулу-Натал).